# Cachexia puberula
Cachexia puberula är en skalbaggsart som beskrevs av Lewis 1888. Cachexia puberula ingår i släktet Cachexia och familjen stumpbaggar. Inga underarter finns listade i Catalogue of Life.